# 楊僧嗣
楊 僧嗣（よう そうし、生没年不詳）は、中国の南北朝時代の仇池氐の首長。武都王。

## 経歴
武都王楊元和の従叔父にあたる。楊元和が死去すると、僧嗣は自ら武都王として立った。葭蘆城に帰還し、南朝宋により寧朔将軍・仇池太守に任じられた。
466年、南朝宋により仇池太守のまま冠軍将軍・北秦州刺史に任じられ、武都王に封じられた。
467年、南朝宋により北秦州刺史のまま持節・都督北秦雍二州諸軍事の任を加えられ、征西将軍の号に進んだ。僧嗣は死去し、従弟の楊文度が後を嗣いだ。